# Чулаковский сельский совет (Голопристанский район)
Чулаковский сельский совет (укр. Чулаківська сільська рада) — входит в состав
Голопристаньского района
Херсонской области
Украины.
Административный центр сельского совета находится в 
с. Чулаковка
.

## Населённые пункты совета
- с. Чулаковка